# Olga Ismayilova
Olga Ismayilova –nacida Olga Yúrievna Panarina, en ruso, Ольга Юрьевна Панарина– (Járkov, URSS, 16 de septiembre de 1985) es una deportista bielorrusa que compite en ciclismo en la modalidad de pista, especialista en las pruebas de velocidad individual, contrarreloj y keirin. Desde 2016 compite bajo la bandera de Azerbaiyán.
Ganó cuatro medallas en el Campeonato Mundial de Ciclismo en Pista, en los años 2010 y 2011, y tres medallas en el Campeonato Europeo de Ciclismo en Pista entre los años 2010 y 2012.
Participó en dos Juegos Olímpicos de Verano, en los años 2012 y 2016, ocupando el octavo lugar en Londres 2012, en la prueba de velocidad individual.

## Medallero internacional
| Campeonato Mundial | Campeonato Mundial       | Campeonato Mundial | Campeonato Mundial   |
| Año                | Lugar                    | Medalla            | Competición          |
| ------------------ | ------------------------ | ------------------ | -------------------- |
| 2010               | Ballerup (Dinamarca)     | Medalla de bronce  | 500 m contrarreloj   |
| 2010               | Ballerup (Dinamarca)     | Medalla de bronce  | Keirin               |
| 2011               | Apeldoorn (Países Bajos) | Medalla de oro     | 500 m contrarreloj   |
| 2011               | Apeldoorn (Países Bajos) | Medalla de plata   | Keirin               |
| Campeonato Europeo |                          |                    |                      |
| Año                | Lugar                    | Medalla            | Competición          |
| 2010               | Pruszków (Polonia)       | Medalla de oro     | Keirin               |
| 2011               | Apeldoorn (Países Bajos) | Medalla de plata   | Velocidad individual |
| 2012               | Panevėžys (Lituania)     | Medalla de oro     | Velocidad individual |

## Palmarés
- 2010
  - Campeona de Europa en Keirin
- 2011
  - Campeona del mundo en 500 metros 
  - Campeona de Bielorrusia en Velocidad 
  - Campeona de Bielorrusia en Velocidad por equipos 
  - Campeona de Bielorrusia en 500 m. 
  - Campeona de Bielorrusia en Keirin
- 2012
  - Campeona de Europa en Velocidad 
  - Campeona de Bielorrusia en Velocidad 
  - Campeona de Bielorrusia en Velocidad por equipos 
  - Campeona de Bielorrusia en 500 m. 
  - Campeona de Bielorrusia en Keirin
- 2014
  - Campeona de Azerbaiyán en Velocidad

### Resultados a laCopa del Mundo
- 2011-2012
  - 1.ª en Astaná, en 500 m.
- 2012-2013
  - 1.ª en la Clasificación general y en la prueba de Glasgow, en 500 m.